# Camera obscura

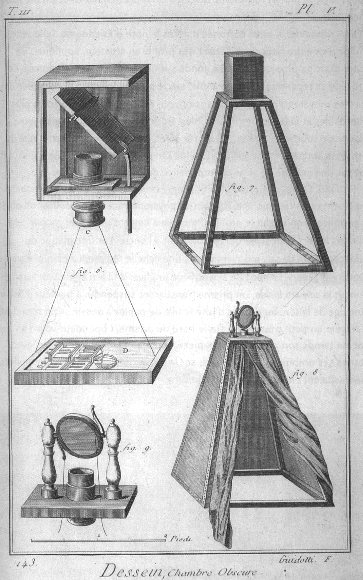
Camera oscura, från Diderots Encyclopédie 1772.

Hålkamera.

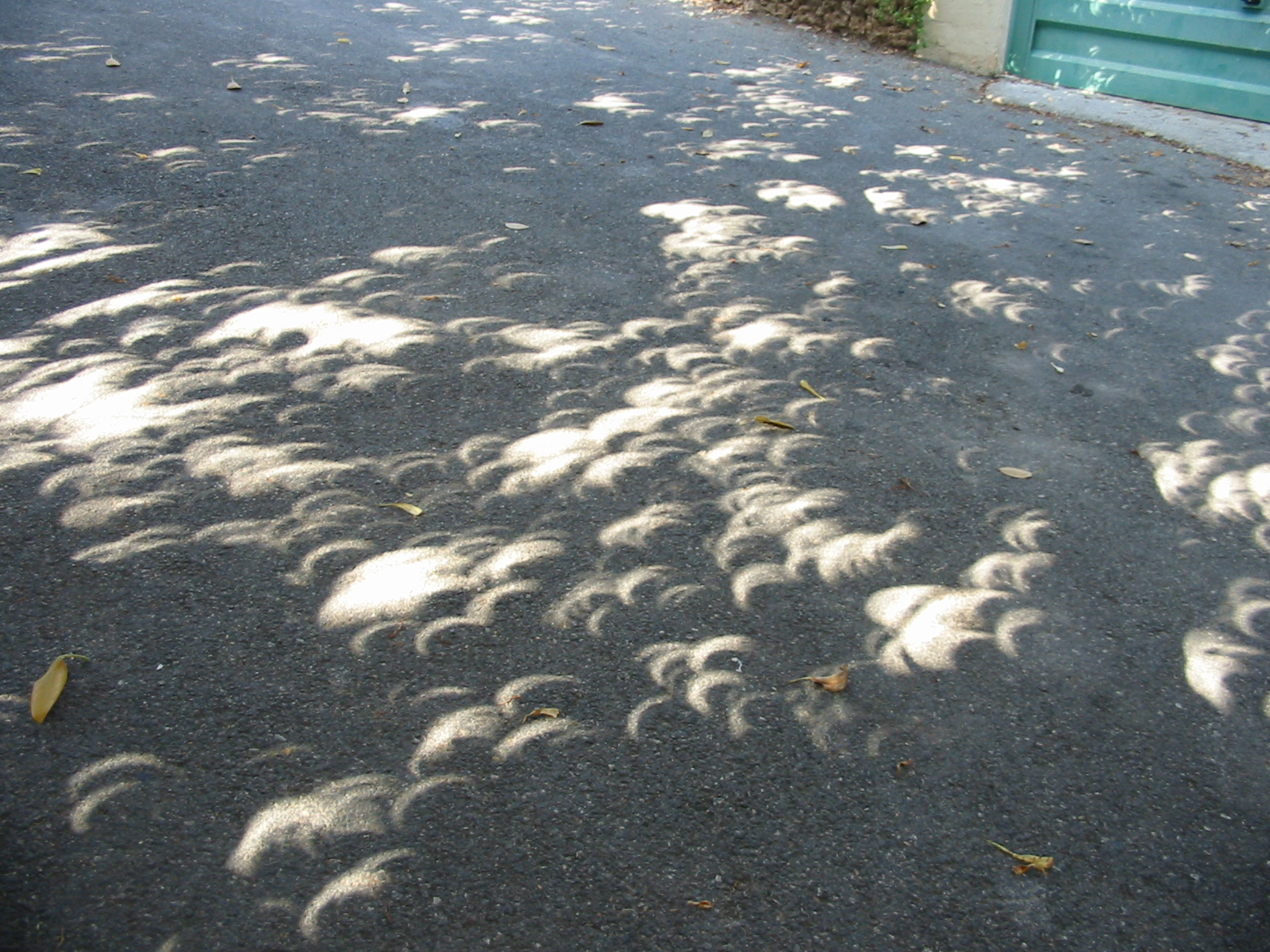
Hål i lövverket avbildar en solförmörkelse på marken.

Camera obscura (latin, ’mörkt rum’), även benämnd hålkamera eller  nålhålskamera, är ett ljustätt rum med ett litet hål i väggen som fungerar som ett ljusobjektiv. Om det i ett mörkt rum faller in ljus genom ett litet hål i väggen kan det på motsatta sidan av rummet uppstå en svag, uppochnedvänd bild av det som finns utanför hålet. Camera obscura är i princip en föregångare till de tidiga kamerorna.

## Egenskaper
Hålkameran består i sin enklaste form av en låda med en liten öppning på ena sidan. Fenomenet som kameran bygger på kan upplevas i ett mörkt rum där ett ljusinsläpp sker endast genom dörrens nyckelhål. En upp- och nedvänd bild skapas då på motsatta väggen. Den lilla diametern hos hålet ger en liten relativ öppning (ljusstyrka), ofta 1:400 – 1:200. Därför blir exponeringstiden hundratals gånger längre än vid användning av moderna kameraobjektiv.
Hålets obetydliga storlek gör också att de vanliga avbildningsfelen (till exempel aberration, astigmatism och distorsion) i optiska linser inte uppstår, i likhet med en lins kan sägas att endast centrala strålar skapar bilden. Djupskärpan blir därför oändlig. Bildens kvalitet försämras dock av diffraktionsfenomen som uppstår i själva passagen genom det lilla nålhålet. Bilden upplevs därför som diffus, men med djupskärpa i hela bilden.
Bilden blir ljussvag och inte särskilt skarp. Förutom diffraktion, förekommer vinjettering och koma som avbildningsfel, beroende på hur långt ut på kanterna man vill utnyttja av den projicerade bilden.

## Användning
Ett speciellt användningsområde där kamerans egenskaper tidigare kommit till utnyttjande är fotografering av till exempel stadsmodeller, där bildvinklar väljs genom att kameran placeras i modellen och med sina bilder på så sätt kan skapa upplevelsen av en redan byggd miljö. Motsvarande bilder skapas numera enklare genom bildbehandling i dator.

## Historik

### Antiken och medeltiden
Under 400-talet före Kristus beskrevs principen av den kinesiske filosofen Mozi.
Principen beskrevs även år 1036 av den arabiske matematikern Ibn Al-Haitham i hans verk Boken om optik (arabiska: Kitāb al-Manāẓir, كتاب المناظر ; latin: Opticae Thesaurus: Alhazeni Arabis).
Aristoteles skrev redan 300 år före Kristus i sitt verk Problemata att solstrålar som passerar en liten fyrkantig öppning ger upphov till en rund bild av solen oberoende av hålets form. Redan vid 1000-talets början användes tekniken för astronomiska ändamål, och en liknande variant av camera obscura uppfanns 1540 av Erasmus Reinhold i Nürnberg för att iaktta en solförmörkelse.

### Senare århundraden
Tekniken användes från 1500-talet som hjälpmedel för konstnärer för att göra skisser, under 1600- och 1700-talet med hjälp av lins, till exempel av målarna Canaletto och Jan Vermeer. Jämför centralperspektiv.
Bilden i en camera oscura var ljussvag och det var allmänt känt att om öppningen förstorades så minskade skärpan i bilden. Ljusstarkare bilder kunde skapas genom att man gjorde öppningen större och satte in en bikonvex lins. Detta gjordes 1550 av Cardano, en förbättring som senare 1568 kompletterades av Daniel Barbaro med en bländare för att öka skärpedjupet.
Förbättringen beskrevs 1558 av Giambattista della Porta i hans Magia naturalis. Detta var urtypen för den moderna kameran. 
Genom att sätta en ljuskänslig emulsion på "väggen" och sedan genom kemisk behandling fixera bilden som hade skapats genom fotokemiska reaktioner i emulsionen var principen för fotografering uppfunnen.